# بيلا لا روزا
بيلا لا روزا (بالإسبانية: Bella La Rosa)‏ هي عارضة فنزويلية، ولدت في 19 أبريل 1950 في كاغوا ‏ في فنزويلا.